# Harry Andrews

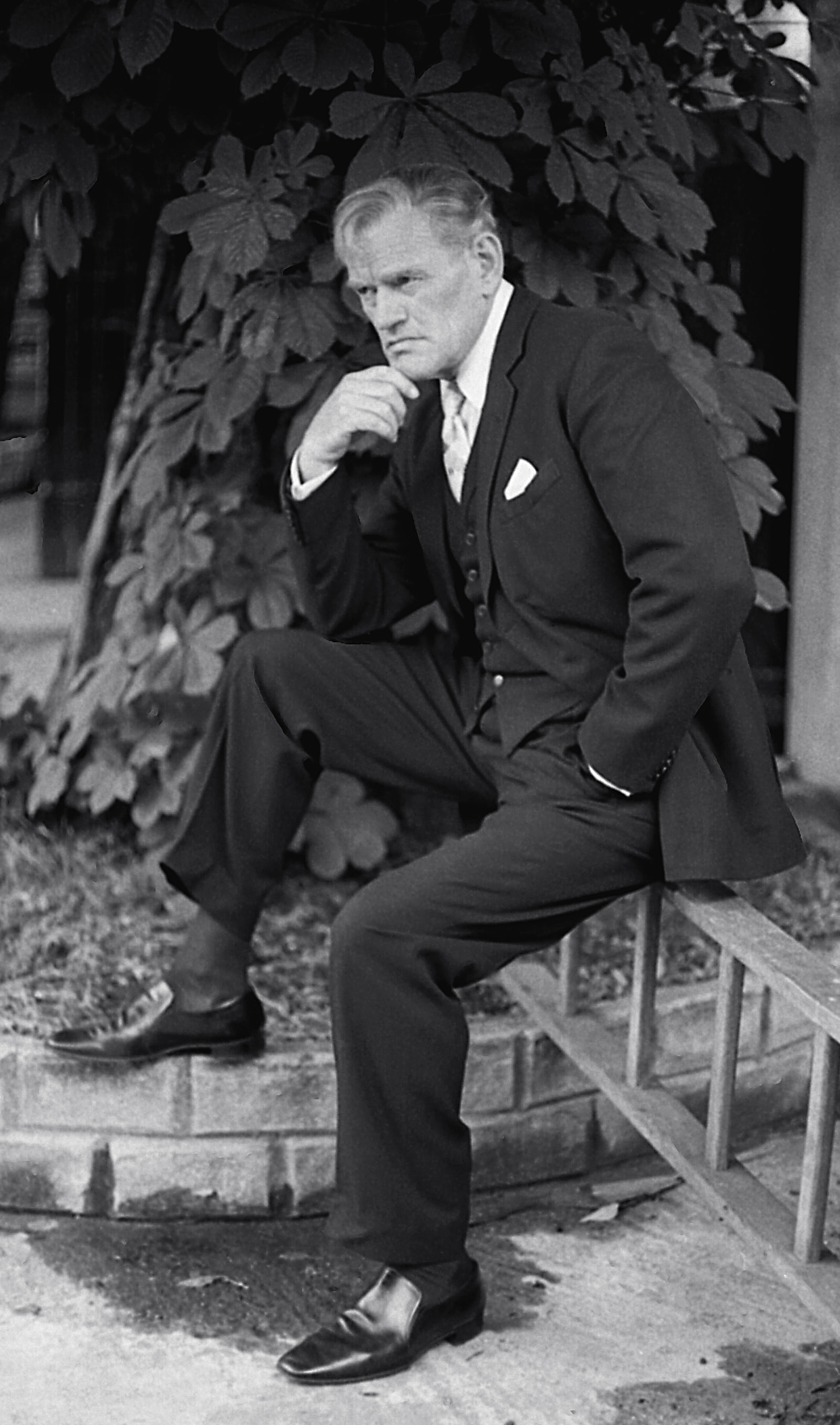
Harry Andrews (1970)

Harry Fleetwood Andrews (* 10. November 1911 in Tonbridge, Kent, England; † 6. März 1989 in Salehurst, Sussex, England) war ein britischer Film- und Theaterschauspieler.

## Leben
Harry Andrews, Absolvent des Wrekin College in Shropshire, begann seine Arbeit in den Dreißigerjahren als Shakespeare-Schauspieler in einem Liverpooler Theater. Durch seinen guten Freund John Gielgud gelangte er schließlich auch an den Broadway, um dort Theater zu spielen.
Nach seiner Rückkehr nach London stand Andrews sowohl im West End als auch am Old Vic Theatre auf der Bühne. Zu seinem Repertoire zählten überwiegend autoritäre Rollen. Er selbst wurde vom Theaterkritiker Kenneth Tynan als das „Rückgrat des britischen Theaters“ bezeichnet.
1939 stand Andrews erstmals vor einer Filmkamera, zunächst im Independentfilm Circumstantial Evidence. Es sollte danach 13 Jahre dauern, bis er 1952 erneut die Gelegenheit erhielt, eine Filmrolle zu verkörpern. In der Zwischenzeit blieb das Theater seine größte Leidenschaft und vorwiegende Einnahmequelle. Ab 1952 wirkte Andrews in einigen noch heute sehr bekannten Filmen mit, ab den späten Siebzigerjahren war er vermehrt in Fernsehrollen zu sehen.
Zu seinen persönlichen Freunden zählten Trevor Howard und Jack Gwillim. Sein Lebensgefährte war Basil Hoskins. Andrews starb 1989 im Alter von 77 Jahren nach einer Virusinfektion in Verbindung mit einer bestehenden Asthmaerkrankung.

## Filmografie (Auswahl)
- 1937: Under a Cloud
- 1954: Unter schwarzem Visier (The Black Knight)
- 1955: Der Mann, der Rothaarige liebte (The Man Who Loved Redheads)
- 1956: Die schöne Helena (Helen of Troy)
- 1956: Alexander der Große (Alexander the Great)
- 1956: Moby Dick
- 1956: An vorderster Front (A Hill in Korea)
- 1957: Die heilige Johanna (Saint Joan)
- 1958: I Accuse!
- 1958: Eiskalt in Alexandrien – Feuersturm über Afrika (Ice Cold in Alex)
- 1959: Der Teufelsschüler (The Devil’s Disciple)
- 1959: Salomon und die Königin von Saba (Solomon and Sheba)
- 1960: Hochverrat mit Hindernissen (A Touch of Larceny)
- 1961: Liebenswerte Gegner (The Best of Enemies)
- 1961: Barabbas
- 1962: Der Inspektor (The Inspector)
- 1963: Neun Stunden zur Ewigkeit (Nine Hours to Rama)
- 1963: 55 Tage in Peking (55 Days at Peking)
- 1963: Polizeispitzel X 2 (The Informers)
- 1964: Das Beste ist grad’ gut genug (Nothing But the Best)
- 1964: Kampfgeschwader 633 (633 Squadron)
- 1965: Ein Haufen toller Hunde (The Hill)
- 1965: Michelangelo – Inferno und Ekstase (The Agony and the Ecstasy)
- 1965: Die Verdammten der Kalahari (Sands of the Kalahari)
- 1966: Modesty Blaise – Die tödliche Lady (Modesty Blaise)
- 1967: Anruf für einen Toten (The Deadly Affair)
- 1967: Die Nacht der Generale (The Night of the Generals)
- 1967: Minirock und Kronjuwelen (The Jokers)
- 1967: Der Kampf (The Long Duel)
- 1967: Ratten im Secret Service (Danger Route)
- 1967: Was kommt danach…? (I’ll Never Forget What’s’isname)
- 1968: Todestanz eines Killers (A Dandy in Aspic)
- 1968: Der Angriff der leichten Brigade (The Charge of the Light Brigade)
- 1968: Die Nacht, als Minsky aufflog (The Night They Raided Minsky’s)
- 1968: Die Möwe (The Sea Gull)
- 1969: Ein dreckiger Haufen (Play Dirty)
- 1969: Stern des Südens (The Southern Star)
- 1969: Luftschlacht um England (Battle of Britain)
- 1970: Zu spät für Helden – Antreten zum Verrecken (Too Late the Hero)
- 1970: Seid nett zu Mr.Sloane (Entertaining Mr Sloane)
- 1970: Sturmhöhe (Wuthering Heights)
- 1971: Das Loch in der Tür (The Nightcomers)
- 1971: Nikolaus und Alexandra (Nicholas and Alexandra)
- 1972: I Want What I Want
- 1972: The Ruling Class
- 1972: Diabolisch (Night Hair Child)
- 1972: Der Mann von La Mancha (Man of La Mancha)
- 1973: Theater des Grauens (Theatre of Blood)
- 1973: Der Mackintosh-Mann (The Mackintosh Man)
- 1973: Verrückt und gefährlich (The Final Programme)
- 1974: The Story of Jacob and Joseph
- 1974: Ein Mann stellt eine Falle (The Internecine Project)
- 1975: Edward VII. (Miniserie, 3 Folgen)
- 1976: Auf der Fährte des Adlers (Sky Riders)
- 1976: Der blaue Vogel (The Blue Bird)
- 1976: Clayhanger (Fernsehserie, 14 Folgen)
- 1976: Jesus von Nazareth (The Passover Plot)
- 1977: Der Prinz und der Bettler (The Prince and the Pauper)
- 1977: Equus – Blinde Pferde (Equus)
- 1978: Der Schrecken der Medusa (The Medusa Touch)
- 1978: Tote schlafen besser (The Big Sleep)
- 1978: Tod auf dem Nil (Death on the Nile)
- 1978: Watership Down (Sprechrolle)
- 1978: Superman
- 1979: S.O.S. Titanic (Fernsehfilm)
- 1980: Der Fluch des Tut-Ench-Amun (The Curse of King Tut’s Tomb, Fernsehfilm)
- 1980: Hawk – Hüter des magischen Schwertes (Hawk the Slayer)
- 1981: Das Geheimnis der 7 Zifferblätter (Das Geheimnis der sieben Zifferblätter, Fernsehfilm)
- 1981: Die unglaublichen Geschichten von Roald Dahl (Fernsehserie, eine Folge)
- 1982: A.J. Wentworth, B.A. (Fernsehserie, 6 Folgen)
- 1985: Der Denver-Clan (Dynasty, Fernsehserie, Folge The Will)
- 1985: In guten und in schlechten Zeiten (My Letter to George)
- 1986: Sherlock Holmes (Fernsehserie, Folge The Second Stain)
- 1987: Mord aus Leidenschaft (Cause célèbre, Fernsehfilm)
- 1988: Jack the Ripper – Das Ungeheuer von London (Jack the Ripper) (Fernsehfilm)
- 1989: The Play on One (Fernsehserie, Folge Clowns)

## Auszeichnungen
- BAFTA Award 1966: Nominiert als Bester Britischer Darsteller für The Hill
- National Board of Review 1966: als Bester Nebendarsteller für The Hill und The Agony and the Ecstasy